# Boško Obradović
Pour les articles homonymes, voir Obradović.
Boško Obradović, né le 23 août 1976 à Vranići (Yougoslavie), est un homme politique serbe.

## Biographie
Il se fait remarquer pour avoir porté un gilet jaune à l'Assemblée nationale de Serbie en référence au mouvement des Gilets jaunes.